# Тортум
Тортум (тур. Tortum) — город и район в провинции Эрзурум (Турция).

## История
Морган Филипс Прайс, побывавший в этих краях в 1916 году, пишет: «коренное население почти полностью состояло из турок-мусульман...». Последний также отмечает что грузинские семьи были полностью «тюркизированы», тогда как три села, населенными армянами, были изгнаны и вероятно, подверглись резне.